# 歌拉莉·花潔
歌拉莉·花潔（英語：Coralie Fargeat；1976年11月24日—）是一位法国电影制片人。她凭借2017年的处女作《浴血狂花》获得认可，并凭借这部电影获得多个独立电影节的奖项。随后，她的第二部故事片《懼裂》（2024年）问世，該電影為讽刺性質的肉體恐怖片，为她赢得了戛纳电影节最佳剧本奖，以及金球奖最佳导演和最佳剧本两项提名。最終她還以此片首獲奧斯卡提名，一舉入圍最佳影片、導演、原著劇本3獎。